# Campeonato Argentino de Futebol de 1901
O Campeonato Argentino de Futebol de 1901, originalmente denominado Championship Cup 1901, foi organizado pela Argentine Association Football League. O certame foi disputado em dois turnos de todos contra todos, entre 19 de maio e 30 de agosto. O Alumni conquistou o seu segundo título de campeão argentino.

## Classificação final
| Pos | Equipes           | Pts | J | V | E | D | GM | GS | SG |
| --- | ----------------- | --- | - | - | - | - | -- | -- | -- |
| 1.  | Alumni            | 12  | 6 | 6 | 0 | 0 | 10 | 1  | +9 |
| 2.  | Belgrano Athletic | 6   | 6 | 3 | 0 | 3 | 14 | 9  | +5 |
| 3.  | Quilmes           | 4   | 6 | 2 | 0 | 4 | 9  | 15 | -6 |
| 4.  | Lomas Athletic    | 2   | 6 | 1 | 0 | 5 | 3  | 11 | -8 |

## Premiação
| Campeonato Argentino de Futebol de 1901 |
| --------------------------------------- |
| Alumni Campeão (2° título)              |

## Bibliografía
- Estévez, Diego (2010). 38 Campeones del fútbol argentino 1891-2010. [S.l.]: Ediciones Continente. ISBN 978-950-754-301-2